# Evan Thompson
Evan Thompson (* 1962) ist Professor für Philosophie an der University of British Columbia in Vancouver. Seine Hauptarbeitsgebiete liegen in der Philosophie des Geistes, der Philosophie der Wahrnehmung, der Philosophie der Biologie und den Kognitionswissenschaften. 
Thompson absolvierte 1983 seinen B.A. in Asiatischen Studien am Amherst College und erwarb 1990 seinen Doktor in Philosophie (Ph.D.) an der University of Toronto. Während Thompson an seiner Dissertation schrieb, arbeitete er von 1986 bis 1989 mit dem chilenischen Neurobiologen Francisco Varela am Centre de Recherche en Epistémologie Appliquée (CRÉA) der Pariser École polytechnique. Zwischen 1989 und 1991 forschte Thompson zusammen mit Daniel Dennett an der Tufts University. Es folgten Lehrtätigkeiten an diversen Universitäten u. a. in Boston, Paris, Kopenhagen, Montreal und York.
In Zusammenarbeit mit Francisco Varela, Eleanor Rosch, Alva Noë und dem Dalai Lama wurde Thompson durch aufsehenerregende Arbeiten zur Philosophie des Geistes bekannter, im Rahmen derer eine Überwindung der traditionellen Ansicht der Kognitionswissenschaften – dass Wahrnehmung und Bewusstsein lediglich auf einem Input/Output-Prinzip basieren – angestrebt wird. Stattdessen vertritt Thompson, u. a. unter Einfluss der Phänomenologie und des Buddhismus, einen sog. „sensorimotor account“ (auch bekannt als „enactive cognition“) des Bewusstseins: Wahrnehmung und Bewusstsein sowie die hierbei involvierten Qualia sind nach Thompson Produkte, die kognitiver Tätigkeit erst entspringen, d. h., sie passieren nicht einfach, sondern entstehen durch Interaktion mit der Umwelt.
Thompson ist Mitglied des 1990 gegründeten Mind and Life Institute. 2013 wurde er zum Mitglied der Royal Society of Canada gewählt.

## Veröffentlichungen
- Why I am Not a Buddhist Yale University Press, 2020, ISBN 978-0-300-22655-3
- mit Stephen Batchelor: Waking, Dreaming, Being: Self and Consciousness in Neuroscience, Meditation, and Philosophy. Columbia University Press, New York 2015. ISBN 978-0-231-13709-6.
- als Hrsg. mit Mark Siderits und Dan Zahavi: Self, No Self?: Perspectives from Analytical, Phenomenological, and Indian Traditions. Oxford University Press, New York 2011. ISBN 978-0-19-959380-4.
- Mind in Life: Biology, Phenomenology, and the Sciences of Mind. Harvard University Press, Cambridge 2007. ISBN 978-0-674-02511-0.
- als Hrsg. mit Giovanna Colombetti: Emotion Experience. Imprint Academic, Exeter/Charlottesville 2005. ISBN 978-1-845-40029-3.
- als Hrsg.: The Problem of Consciousness. New Essays in Phenomenological Philosophy of Mind. Canadian Journal of Philosophy, Supplementary Volume 29, University of Calgary Press, 2004. ISBN 978-0-919-49129-8.
- als Hrsg. mit Alva Noë: Vision and Mind: Selected Readings in the Philosophy of Perception. MIT Press, 2002. ISBN 0-262-14078-0.
- Between Ourselves: Second Person Issues in the Study of Consciousness. Imprint Academic, Thorverton/Charlottesville 2001. ISBN 978-0-907-84514-0.
- Colour Vision: A Study in Cognitive Science and the Philosophy of Perception. Routledge Press, 1995. ISBN 0-415-07717-6.
- mit Francisco J. Varela und Eleanor Rosch: The Embodied Mind: Cognitive Science and Human Experience. Revised Edition, MIT Press, 2017. ISBN 0-262-52936-X.
  - Der mittlere Weg der Erkenntnis. Der Brückenschlag zwischen wissenschaftlicher Theorie und menschlicher Erfahrung. Goldmann, München 1995.